# Kanton Bordeaux-3
Kanton Bordeaux-3 (fr. Canton de Bordeaux-3) je francouzský kanton v departementu Gironde v regionu Akvitánie. Tvoří ho pouze část města Bordeaux.